# Train crew
『TRAIN CREW』(トレイン・クルー) は、溝月レイルが開発し、actyより2021年10月1日に配信された鉄道シミュレーションゲーム。
対応プラットフォームは、Microsoft Windows(Steam)。

## 概要
TRAIN CREWは架空の鉄道会社である館浜電鉄（たてはまでんてつ）を運転するフル3D列車運転ゲーム。電車の運転業務や車掌業務等をプレイすることができる。線路や信号システムは実際の鉄道の規格に可能な限り忠実に設計されている。現在本作は早期アクセスとして発売されており、館浜〜赤山町間約28kmを乗務することができる。

## 沿革
actyロードマップ及び制作者Xより抜粋。
- 2021年(令和3年)
  - 4月: α版データの一部をpixiv fanbox支援者に配布。
  - 6月: β版に移行し、一般向けに体験版を公開。
  - 9月21日: 運転士喚呼音声を制作者の音声から響丈氏のものへ変更。[7]
  - 10月1日: 『TRAIN CREW Prologue』として有料配信を開始。館浜〜浜園までが乗務可能となる。
  - 11月16日: チュートリアルの実装。
- 2022年(令和4年)
  - 2月: 通勤型、特急型車両のCGモデルのリニューアル。
  - 2月12日: 停止位置ガイドの実装。
  - 5月3日: タイトルから「Prologue」が削除され、『TRAIN CREW』となる。
  - 6月23日: 車掌業務が可能となる。
  - 8月9日: タイムアタックモードの追加。
  - 12月25日: 浜園〜大道寺間が新たに乗務可能になる。特急列車の車内放送を制作者の音声から下間都代子氏のものへ変更。
- 2023年(令和5年)
  - 2月1日: 頒布価格を1520円から1980円に変更。車掌業務時のフリーモード、タイムアタックを実装。
  - 2月9日: VRモードの仮実装。
  - 5月20日: 快速急行の停車駅を変更(藤江、日野森、三石、二木戸、白石町を停車駅に追加、玉川温泉を停車駅から除外)。
  - 7月9日: 多客の実装。
  - 8月3日: 駆け込み客の実装。
  - 8月16日: 停車時間の長い駅で早送りを行うことが可能になる。
  - 9月27日: 天候を晴れ、曇り、雨、雪などの中から選べるようになり、ワイパー、耐雪ブレーキの使用の他、滑走の有無を選択できるようになる。
  - 11月7日: 未実装区間の「玉川温泉駅」を実在する地名及び名所の観点から「珠川温泉駅」に改名する。
  - 11月22日: 連絡合図音及び乗降促進音のカスタマイズが可能となる。
  - 12月3日: 快速急行の種別色をオレンジ色から紫色へ変更。
  - 12月16日: マウス操作で車内の計器類の操作及びエンド交換作業が可能となる。4300形4321F（4300形の最終増備編成）の追加。
  - 12月23日: ワンマン運転の仮実装(強制ワンマン機能)。
  - 12月28日: 羽衣橋駅でのドアカットが手動で行えるようになり、それに伴い各車両に羽衣橋スイッチが追加される。
- 2024年(令和6年)
  - 2月3日: 4000形（未更新車）の追加。
  - 2月27日: 4000形（更新車）の追加。
  - 3月12日: 3300形（VVVF車）の追加。
  - 4月19日: 浜園〜新井川間で並走する自営R線の車両を追加。
  - 4月22日: 大路〜大手橋間で運行される列車の両数を一部変更(10両編成主体→6〜8両編成主体)。
  - 5月3日: キーボードのWASDキーで移動することができるようになる。
  - 5月5日: 第一回TRAIN CREW杯開催。競技ダイヤ:786列車(浜園〜江ノ原車庫)
  - 5月20日: 50000形車両での特急車掌乗務が行えるようになる。[8]
  - 6月17日: 抵抗制御車3000形後期車(3020番台)の追加及びポイント交換所の実装。[9]
  - 7月12日: ATS表示器のドット表示をフルカラーLEDから3色LEDに変更。教習所、チュートリアルを難易度別に整理[10]。ロード画面に有志が撮影したスクリーンショットが表示されるようになる。
  - 11月4日: 大道寺〜赤山町間が新たに乗務可能になる。ツーマンダイヤの676列車に加え初のワンマンダイヤである1145、1242列車が乗務可能となる。[11][注 1]
  - 11月9日: 延伸区間のダイヤ追加。新たに1148、1152、1249、1143、567、回566列車が乗務可能となる。[12]
  - 11月13日: 591C列車(大路始発準急館浜行)の追加。
  - 11月20日: 初の2ドア車である5600、4600形の追加。[13]
  - 12月9日: 夕方ダイヤの追加及び一部列車番号の変更。[14]
  - 12月29日: 4000形のCGモデル一部変更。地下鉄直通対応に伴い運転台がATC対応のものになる。
  - 12月31日: ワンマン運転時の運転士喚呼を一部追加。
- 2025年(令和7年)
  - 2月10日: 抵抗制御車3000形初期車の追加。連結器モデルの更新、床下機器、前照灯の色を調整[15]。
  - 4月23日: 途中駅から乗務が行えるようになる[16]。
  - 5月8日: 3000形、3020形、4300形、4600形においてモーター音をリニューアル[17]。

## ゲーム内容

### 運転乗務

#### 運転（時刻表から選択）
ゲーム内にて実装されている運転行路を選び運転する。このゲームモードには採点システムがあり、シナリオ終了後にプレイヤーの運転を評価する。定時運転、信号、停止位置、速度制限、乗り心地、その他安全といった評価項目が存在。実際の評価基準ではない。
 通常の旅客営業列車だけでなく、回送や入換なども運転することができる。

#### 教習・練習
いくつかの教習・練習から選択し、短区間で操作の練習を行う。

#### フリー運転
ゲーム内にて実装されている運転行路を選び運転する。このゲームモードには採点システムはない。

#### タイムアタック
遅延した状態で駅を出発し、終点までのタイムを計測する。

### 車掌乗務

#### 乗務（時刻表から選択）
ゲーム内にて実装されている運転行路を選びドア開閉、車内放送、安全確認などを行う。このゲームモードには採点システムがあり、シナリオ終了後にプレイヤーの運転を評価する。定時運行、ドア扱い、安全確認、信号確認、車内放送、その他といった評価項目が存在。実際の評価基準ではない。

#### フリー運転
ゲーム内にて実装されている運転行路を選びドア開閉、車内放送、安全確認などを行う。このゲームモードには採点システムはない。

#### タイムアタック
遅延した状態で駅を出発し、終点までのタイムを計測する。
いずれの乗務も初回は編成が固定されているが一度完走するとその後は編成を自由にカスタマイズすることが可能となる。

## 運転可能路線・車両
現在は架空鉄道である館浜電鉄館浜本線の一部区間を乗務することができる。

### 路線
東西に90kmほどの路線をもつ本線、途中から分岐する六日市線と大師線がある。
東井～大道寺間は山越え区間であり、部分的に改良工事で複線化されてはいるが、単線区間が存在。また、津崎～海岸公園間は海沿いを走行する区間がある。館浜電鉄の路線設定上で六日市線、大師線も存在しているが、現在ではまだ複数の情報が詳細不明となっている。また、途中の神宮橋からは地下鉄線に直通する運用がある。
|                    | 館浜本線                                                                       | 六日市線   | 大師線     |
| ------------------ | ------------------------------------------------------------------------------ | ---------- | ---------- |
| 路線距離           | 総延長: 91.9km                                                                 | 詳細不明   | 詳細不明   |
| 主要区間距離       | 大手橋～新大路:48.9km、新大路～館浜:43km、大路～館浜:44.3km                    | 詳細不明   | 詳細不明   |
| 軌間               | 1435mm（標準軌）                                                               | 詳細不明   | 詳細不明   |
| 駅数(起終点を含む) | 76駅                                                                           | 7駅        | 2駅        |
| 複々線区間         | 神宮橋～緑ヶ丘                                                                 | 存在しない | 存在しない |
| 複線区間           | 大手橋～神宮橋、緑ヶ丘～二木戸、珠川信号場～三郷、西赤山～日野森、大道寺～館浜 | 詳細不明   | 詳細不明   |
| 単線区間           | 二木戸～珠川信号場、三郷～西赤山、日野森～大道寺                               | 詳細不明   | 詳細不明   |
| 電化区間           | 全線（直流1500V）                                                              | 詳細不明   | 詳細不明   |
| 閉塞方式           | 自動閉塞式                                                                     | 詳細不明   | 詳細不明   |
| 保安装置           | ATS                                                                            | 詳細不明   | 詳細不明   |
| 最高速度           | 110km/h                                                                        | 詳細不明   | 詳細不明   |

### 種別
館浜電鉄館浜本線には普通、準急、区間急行(現在のバージョンでは乗務できない)、急行、快速急行、特急の6つの種別が存在する。六日市線、大師線には普通のみが存在する。
- 普通：主に大手橋～新長野公園の系統、大路・東井・日野森～大道寺の系統、新野崎～館浜の系統がある。 
  - 大手橋～新長野公園の系統
主に6両編成で運行される。
  - 大路・東井・日野森～大道寺の系統
主に2～4両編成で運転され、2,3両編成の列車の一部はワンマンで運行される。
  - 新野崎～館浜の系統
主に4両編成で運転される。朝や深夜は6両編成で運転されることもあるが、その際は羽衣橋駅でドアカットを行う。
- 準急：主に大手橋～東井の系統と大道寺～館浜の系統の2パターンが運行される。
  - 大手橋～東井の系統
主に6～8両編成で運転され、新長野公園～東井の普通列車としての役割も担う。
  - 大道寺～館浜の系統
4～6両で運転される。
- 区間急行：大手橋～東井間でラッシュ時に運行される。
- 急行：主に大手橋～東井が終日、ラッシュ時に大手橋～館浜で運行される。
大手橋～東井間では8両編成（ラッシュ時に一部10両編成）で運転され、本線東側における料金不要速達列車の主力である。
ラッシュ時には館浜方面でも運行され、東井以西は4～6両で運転される。
- 快速急行：朝ラッシュ時のみに運行される。
- 特急：特急券が必要な有料列車であり、本線の全線で運行される。一部の列車は展望席を備える。展望席を利用する場合は専用の特急券が必要となる。
最速の列車は大手橋を出ると、三番街、新大路、館浜のみに停車する。その他の列車は列車ごとに停車駅が異なっている。

### 車両
このゲームには、複数の運転できる電車、追加される予定の列車が存在している。
主に通勤形形式は青色の帯を基調としているが、ドア数の少ない4600形と5600形には橙色の帯が巻かれているのが特徴である。
また、4000形は未更新車、更新車共に神宮橋から直通する地下鉄線への乗り入れに対応している。
通勤型車両
- 5300形
- 5320形
- 4300形
- 4300形 4321F
- 4000形 未更新車
- 4000形 更新車
- 3300形
- 5600形
- 4600形
- 3020形
- 3000形

特急用車両
- 50000形 車両愛称 VSL(View Super Liner)[24]
- 30000形(ゲーム内ではまだ実装されていない)
- 20000形(ゲーム内ではまだ実装されていない)

## 今後のアップデート予定
actyの紹介ページ及び制作者Xより。
- 大路駅までの延伸[注 3]
- 特急型車両の追加
- 増解結機能の追加
- マルチプレイへの対応